# Ilhéu da Vila do Porto
Ilhéu da Vila do Porto, manchmal auch nur Ilhéu da Vila genannt, ist eine unbewohnte felsige Insel westlich des Küstenorts Vila do Porto auf der Azoreninsel Santa Maria.

## Geografie
Die 7,7 ha große Insel liegt etwa 300 Meter vor der Westküste von Santa Maria und erreicht eine Höhe von 62 m über Meeresniveau.

## Flora
Die Insel wurde in der Vergangenheit als Weide für Ziegen und Rinder genutzt. Seit im Jahr 1993 die letzten Rinder von der Insel entfernt worden sind, kann sich die Vegetation erholen. Auf den Azoren endemische Arten wie Lotus azoricus und Spergularia azorica können sich wieder ausbreiten.

## Fauna
BirdLife International weist die Insel als Important Bird Area (PT068) aus. Sie stellt die Kernzone des Naturschutzgebiets „Ilhéu da Vila und benachbarte Küste“ (portugiesisch Zona de Protecção Especial „Ilhéu da Vila e costa adjacente“) dar und ist regional der Ort mit der größten Artenvielfalt an Seevögeln. Die Insel beherbergt mehrere Vogelkolonien, z. B. die des Madeirawellenläufers, die mit 200 Brutpaaren zu den drei größten dieser Spezies auf den Azoren gehört. Der Bulwersturmvogel und die Rußseeschwalbe haben hier ihre einzigen Brutkolonien auf den gesamten Azoren. Weiterhin findet man den Gelbschnabel-Sturmtaucher, den Kleinen Sturmtaucher, die Brandseeschwalbe, die Rosenseeschwalbe, die Fluss-Seeschwalbe sowie mehrere Arten von Möwen und Reihern.